# 파블로 파스
파블로 아리엘 파스 가조(스페인어: Pablo Ariel Paz Gallo, 1973년 1월 27일, 부에노스 아이레스 주 바이아 블랑카 ~)는 아르헨티나의 전직 축구 선수로, 현역 시절 중앙 수비수로 활약했다.
그는 15년 동안 현역 선수로 활동하면서 모국 아르헨티나보나 스페인에서 더 오래 활동했는데, 특히 테네리페 소속으로 127번의 공식 경기에 출전했다.
파스는 1998년 월드컵에서 아르헨티나 국가대표팀을 대표로 참가하기도 했다.

## 클럽 경력
파스는 부에노스 아이레스 주 바이아 블랑카 출신이다. 그는 현역 시절에 뉴얼스 올드 보이스, 반피엘드, 테네리페(가장 많은 성과를 낸 곳으로, 라 리가에서 4년을 활약하며 UEFA컵 본선에도 진출했다.), 인데펜디엔테, 그리고 바야돌리드에서 활약했다. 2001년 2월, 그는 프리미어리그의 에버턴 입단 시험도 보았지만 떨어졌다.
스페인의 하부 리그에서 아마추어 선수로 활약을 계속 이어가던 파스는 2013년에 불혹의 나이로 축구화를 벗었다. 그는 아마추어 구단 산 안드레스에서 지도자의 길에 입문했고, 뒤이어 2014년 여름에 테네리페로 복귀해 유소년부를 지도하고 있다.

## 국가대표팀 경력
파스는 2년 동안 아르헨티나 국가대표팀 경기에 14번 출전했는데, 첫 경기는 1996년에 치렀다. 그는 1998년 월드컵에 자국을 대표로 참가해 본선에 이름을 올렸고, 크로아티아와의 조별 리그 최종전에서 1-0 승리에 일조했다.
그에 앞서, 파스는 자국을 대표로 1996년 하계 올림픽 경기에 2번 출전해 은메달에 공헌하기도 했다.